# الديالافوينتي
الديالافوينتي (بلأسبانية: Aldealafuente) هي مدينة وبلدية من مقاطعة سوريا منطقة قضائية من سوريا, ذات حكم ذاتي من قشتالة وليون، إسبانيا.

## الجغرافيا

بلدية الديالافوينتي.

ولاية ليندا إلى الشمال من ألكونابا وكانديليتشيرا؛ الجنوب مع تيجادو, إلى الشرق مع كابريجاس ديل كامبو أليد وغومارا; ومن الغرب مع لوس رابانوس وكوبو دا لا سولانا.

## التركيبة السكانية
في 2012 ، كان عدد السكان 98 نسمة ، 56 الرجال و42 امرأة.

### السكان حسب النوى
| النوى         | نسمة (عام 2000) | نسمة (2010) |
| ------------- | --------------- | ----------- |
| الديالافوينتي | 93              | 79          |
| ريبارويا      | 38              | 22          |
| تابييلا       | 22              | 12          |

## التاريخ
كان المكان خلال العصور الوسطى ينتمي إلى جماعة فيلا تييرا دي سوريا وتشكل جزءاً من ساكسمو دي لوبيلا.
سقوط النظام القديم, شكل موقع بلدية دستورية في منطقة كاستيلا لا فييجا بتعداد عام 1842 33 أسرة و132 جار.
في منتصف القرن التاسع عشر نما مصطلح البلدية بضمها لريبارويا وتابييلا.